# Hoplestigmataceae
Hoplestigmataceae es una familia de plantas fanerógamas con un único género Hoplestigma que se encontraba en el orden Violales y que actualmente está asignado a la familia de las boragináceas. Son nativos del oeste del África tropical.

## Descripción
Son árboles con grandes hojas, alternas, pecioladas, simples, enteras, ovadas y con los márgenes enteros. Las flores hermafroditas se agrupan en inflorescencias en cimas terminales. El fruto es una drupa con 4 semillas.

## Taxonomía
El género fue descrito por Jean Baptiste Louis Pierre y publicado en Bull. Mens. Soc. Linn. Paris 2: 116. 1899. La especie tipo es: Hoplestigma klaineanum Pierre. 

## Especies
- Hoplestigma klaineanum Pierre
- Hoplestigma pierreanum Gilg